# Публій Корнелій Долабелла (консул 10 року)
Публій Корнелій Долабелла (24 рік до н. е. — 47 рік н. е.) — політичний та військовий діяч ранньої Римської імперії, консул 10 року.

## Життєпис
Походив з патриціанського роду Корнеліїв, його гілки Долабелл. Син Публія Корнелія Долабелли та Квінтілії. З 9 року н. е. став членом жрецьких колегій семптевирів епулонів та тітіїв. У першій половині 10 року був обраний консулом разом з Гаєм Юнієм Сіланом. Під час своєї каденції разом із колегою керував будівництвом водопроводу на Целійському пагорбі.
З 14 до 19 року як легат пропретора керував Далмацією. На цій посаді Публій Корнелій зумів утримати свої легіони від бунту та зберегти порядок після смерті імператора Августа. За дорученням імператора Тиберія проклав дорогу від м. Салони у внутрішню частину країни.
У 21 році у сенаті з лестощів запропонував призначити Тиберію тріумф з нагоди його повернення з Кампанії. Тиберій відмовився від цієї пропозиції, вказавши на її безглуздість. У зв'язку з засудженням Гая Сілана за здирництво Долабелла вніс пропозицію не допускати до жеребкування та проконсульства осіб, які ведуть аморальне життя, щоб питання про них вирішував особисто принцепс. Ця пропозиція також була відхилена Тіберієм.
У 23—24 роках обіймав посаду проконсула Африки. На цій посаді Долабелла продовжив боротьбу з повстанням Такфаріната, попри те, що Тиберій відкликав з провінції IX легіон. Посилив свою армію військами мавретанского царя Юби, зняв облогу з м. Тубуска, стратив підозрюваних у зраді вождів мусуламіїв. Вирішальна перемога над Такфарінатом була здобута у Авзеі завдяки несподіваному нападу на сплячий ворожій табір. Такфаріната загинув у битві, а його син потрапив у полон. Долабелла домагався тріумфальних відзнак за цю перемогу, проте Тиберій відмовив йому, щоб не затьмарити славу Блеза.
У 27 році Долабелла звинуватив свого кузена Квінтілія Вара в образі величі римського народу, чим викликав до себе загальний осуд. Сенат відклав суд до повернення Тиберія. Втім результат справи невідомий. У 47 році Публій Корнелій Долабелла вніс у сенаті пропозицію про те, щоб квестори щорічно за свій рахунок влаштовували гладіаторські бої. Ця постанова була прийнята.

## Родина
- Публій Корнелій Долабелла, консул-суффект 55 року.
- Корнелія Долабелліна.